# París-Brest-París
La París-Brest-París o París-Brest i tornada és una cursa ciclista que fou creada el 1891 Pierre Giffard del Petit Journal. Es van disputar cinc edicions fins a 1931, una cada deu anys, i posteriorment es va tornar a disputar el 1948 i 1951. L'organització de la cursa passà a mans del diari Auto-Vélo el 1901, i després de la Segona Guerra Mundial a L'Équipe. La cursa fou disputada per ciclistes amateurs i professionals entre 1891 i 1931, i sols per amateurs el 1948 i 1951. El primer vencedor, el 1891, fou el francès Charles Terront. Tres altres francesos guanyaren la cursa: Maurice Garin, el vencedor del primer Tour de França, Émile Georget i Maurice Diot. També la guanyaren els belgues Louis Mottiat i Albert Hendrickx i l'australià Hubert Opperman.
La gran llargada de la cursa, 1.200 km, va fer la cursa poc atractiva entre els ciclistes i L'Équipe va renunciar a organitzar-ne una nova edició. Amb tot, els cicloturistes en perpetuaren la seva existència, disputant-se primer cada 5 anys, i a partir de 1975 cada quatre anys.

## Palmarès
| Any  | Vencedor         | Segon             | Tercer                |
| ---- | ---------------- | ----------------- | --------------------- |
| 1891 | Charles Terront  | Pierre Jiel-Laval | Henri Coullibeuf      |
| 1901 | Maurice Garin    | Gaston Rivierre   | Hippolyte Aucouturier |
| 1911 | Émile Georget    | Octave Lapize     | Ernest Paul           |
| 1921 | Louis Mottiat    | Eugène Christophe | Émile Masson sr       |
| 1931 | Hubert Opperman  | Léon Louyet       | Giuseppe Pancera      |
| 1948 | Albert Hendrickx | François Neuville | Mario Fazio           |
| 1951 | Maurice Diot     | Édouard Muller    | Marcel Hendrickx      |

## Filmografia
- Paris Brest Paris jusqu'au bout de la nuit Documental sobre la París-Brest-París.